# Waelder, Texas
Waelder là một thành phố thuộc quận Gonzales, tiểu bang Texas, Hoa Kỳ. Năm 2010, dân số của xã này là 1065 người.

## Dân số
- Dân số năm 2000: 947 người.
- Dân số năm 2010: 1065 người.